# 바이런 경
제6대 바이런 남작 조지 고든 바이런(영어: George Gordon Byron, 6th Baron Byron, FRS, 1788년 1월 22일 ~ 1824년 4월 19일)은 영국의 시인, 세속 귀족이다. 존 키츠, 퍼시 비시 셸리와 함께 낭만주의 문학을 선도했던 인물로 알려져 있다.
영국 런던에서 태어나 어려서부터 훌륭한 글재주로 주위의 칭찬을 받으며 자랐다. 2살 때 스코틀랜드의 애버딘으로 집을 옮겼으나 세 살 때 아버지가 죽고 1798년에 큰아버지인 제5대 바이런 남작이 죽었으므로 제6대 바이런경이 되어 조상의 땅 노팅검으로 옮기게 된다. 이듬해, 런던에서 나와 해로우 스쿨에 들어간 뒤 1805년에 케임브리지 대학교에 입학하여 역사와 문학을 전공하지만 학업에 신경을 쓰지 않고 나날을 보냈다. 1808년에 케임브리지를 떠나, 1811년까지 포르투갈, 스페인, 그리스 등을 여행하고 귀국한 뒤 런던에 살다가 1812년에는 《차일드 해럴드의 순례》(Childe Harold's Pilgrimage)를 출판하여 일약 유명해졌다. 그 후 《돈 주앙》(Don Juan) 등 유명한 작품을 계속 발표하여 19세기 낭만파 시인의 대표적인 존재가 되었다.
1815년에 아나운서 안네 이자벨라 밀 뱅크와 결혼하였다. 여기서 태어난 아이가 세계 최초의 프로그래머인 에이다 러브레이스이다. 그러나 이듬해 별거하여 흐트러진 생활로 비판을 받아오다가 영국을 떠나 스위스에서 퍼시 비시 셸리(Percy Bysshe Shelley)를 만나 스위스 각지를 떠돌면서 퇴폐한 생활을 계속한다.
그리스 문화를 사랑했던 그는 1823년 그리스 독립 전쟁에 참여하여 독립군에게 사기를 북돋워 주었다. 〈오늘 나는 36세가 되었다〉라는 시를 마지막으로 그는 사망하였다. 그는 자기 자신을 노래하고 생각하는 시를 쓴 시인으로서 자유롭게 살다 죽은 낭만주의자였다.
그는 영국 낭만주의 시인 가운데 가장 왕성한 창작력을 가진 시인으로 알려져 있다. 이복누나 어거스터 리와의 근친상간 루머가 있다.

## 어린 시절
에덜 컬번 메인은 조지 고든 바이런이 1788년 1월 22일 런던 홀즈가 16번지에서 태어났다고 서술한다. 현재 바이런이 태어난 장소에는 영국 백화점 존 루이스의 분점이 자리잡고 있다. 허나 로버트 찰스 댈러스는 회고에서 바이런은 도버에서 태어났다고 서술했다.
바이런은 존 "미친 잭" 바이런 대위와 그의 두번째 아내로 비턴 추기경의 후손이자 스코틀랜드 애버딘셔 가이트 영지의 상속녀인 캐서린 고든 (1811년 사망) 사이에서 태어났다. 이전에 바이런의 아버지는 유부녀인 카머던 후작부인을 유혹하여, 후작부인이 남편과 이혼하자 그녀와 결혼했다. 아내에 대한 그의 대우는 "악랄하고 포악했다"고 묘사되었으며, 그녀는 두 딸을 낳은 이후 사망한다. 두 딸 중 한 명만이 요절하지 않고 살아남게 되는데, 바로 바이런의 이복자매인 어거스터이다. 스코틀랜드에 있는 후처의 영지를 얻고자 바이런의 아버지는 성에 "고든"을 붙여, "존 바이런 고든"으로 개명하며, 가끔 "가이트의 존 바이런 고든"으로 칭해지게 된다. 바이런 본인 역시 임시로 이 성을 사용했으며, 애버딘의 학교에 "조지 바이런 고든"으로 등록했다. 10살이 되자 로치데일의 바이런 남작령을 상속받고, "바이런 경"이 되며, "바이런 고든"이란 성을 마침내 던져버린다.
바이런의 친조부모는 해군 중장 존 "풀웨더 잭" 바이런과 소피아 트러바니언이다. 해군 중장 존 바이런은 세계 일주를 했었으며, "사악한 경(卿)"으로 알려진 5대 바이런 남작의 남동생이다.
바이런은 스코틀랜드 왕 제임스 1세(스튜어트 왕조의 첫 영국 왕, 제임스 1세의 6대조)의 후손으로 1779년 자살한 외할아버지, 가이트의 조지 고든의 이름을 따서 "조지 고든 바이런"이라는 세례명으로 성 매럴러번 교구 교회에서 세례받았다.
“매드 잭” 바이런은 전처와 결혼한 이유와 같은 이유로, 바로 재산을 위해 후처와 결혼한다. 바이런의 어머니는 새 남편의 빚을 갚기 위하여 자신의 영지와 작위를 팔아야만 했고, 23,500파운드 정도의 가치를 지닌 큰 영지는 2년에 걸쳐 여기저기 나뉘어 팔리며 오직 연간 150파운드의 수입만이 남기 된다. 남편의 채권자들을 피하여 캐서린은 방탕한 남편과 함께 1786년 프랑스로 이주하나, 아들은 잉글랜드 땅에서 낳고자 1787년 말 잉글랜드로 돌아온다. 바이런은 1월 22일 런던 홀즈 스트리트의 셋방에서 태어났다.
캐서린은 1790년 애버딘셔로 돌아가고 이곳에서 바이런은 어린 시절을 보낸다. 얼마 지나지 않아 바이런의 아버지는 가족들과 함께 살고자 가족들이 지내던 퀸 스트리트의 셋방으로 오나, 금방 별거하게 된다.
캐서린은 규칙적으로 감정 기복과 우울 증세를 겪게 되는데, 남편이 계속하여 그녀에게 돈을 빌린 것을 아마 그 이유를 일부 설명할 수 있을 것이다. 결과적으로 캐서린은 남편의 요구를 들어주느라 더 부채의 늪에 빠졌다. 이렇듯 끈질기게 돈을 빌린 고로 남편은 프랑스 발랑시엔으로 가서 그곳에서 1791년 사망한다.
큰할아버지 “사악한” 경 바이런이 1798년 5월 21일 사망하자, 10살 소년이던 바이런은 로치데일의 6대 바이런 남작이 되며, 선조 대대로의 고향이던 노팅엄셔의 뉴스테드 대저택을 상속받는다. 바이런의 어머니는 당당히 아들을 잉글랜드로 데려갔으나 대저택은 다 무너져가는 상황이었던 고로, 그곳에서 사는 것 보다 그 저택을 그레이 드 루틴 경과 바이런의 청년기 동안 다른 이들에게 세를 내주었다.

## 학창 시절과 이른 사랑
바이런은 애버딘 그래머 스쿨에서 초기 공교육을 받았고, 1799년 8월 덜위치에 위치한 윌리엄 글레니 박사의 학교로 들어간다. 베일리 박사의 케어를 받으며 바이런은 중용을 실천하는 것에 자신감을 얻게 되나, 불구의 발에 대한 보상 심리로써 “격렬한” 짓거리를 하는 것을 스스로 억제할 수는 없었다. 바이런의 어머니는 자주 바이런을 학교에서 데리고 나오며 그의 공부에 간섭했는데, 결과 바이런은 예의범절을 못 배웠고 고전 공부를 등한시하게 되었다. 1801년 바이런은 하러우(Harrow)에 보내져 1805년 7월까지 그곳에 다녔다. 평범한 학생이자 실력없는 크리켓 선수이던 그는 1805년 로즈Lord’s에서 열린 이튼 대 하러우 크리켓 경기 극초반부에 학교를 대표하여 출전한다.
중용을 찾아볼 수 없는 바이런의 성격은 비단 육체적인 면에 한정되지 않았다. 바이런은 학교를 다니며 만난 메리 채워스와 사랑에 빠졌는데, 채워스는 1803년 9월 바이런이 하러우로 돌아가는 걸 거부한 이유였다. 바이런의 어머니는 아들을 두고 "그는 내가 알다싶이 몸은 불편하지 않았으나 내 생각으로는 병들 가운데 가장 나쁜 병인 사랑, 극단적인 사랑을 가졌다. 요컨데, 이 아이는 채워스 양을 심란하게 사랑하고 있다."라며 썼다. 이후 바이런의 회고에서는, "메리 체워스는 바이런의 성숙한 성적 감정의 첫 대상으로 그려진다."
바이런은 마침내 1804년 1월 학교로 돌아갔고, 그 스스로 대단히 생생했다고, "학교에서의 친구 관계에는 열정이 함께했다(난 항상 격렬했던 고로)"고 회상한, 다른 하러우 학우들과 정서적인 관계를 쌓아간 이 시기는 이전보다 더 안정적이었다. 이 친구 관계 가운데 가장 오랫동안 지속된 이는 수년 후 (1821년) 이탈리아에서 우연히 만나게 되는 2대 클레어 백작 존 피츠기번—바이런보다 4년 후배이던—이었다. 하러우 학우들과의 친교에 관한 향수적인 시, <어리광의 추억Childish Recollections> (1806)는 예지적인, "그를 잉글랜드에서는 옹호받을 수 없게끔 만들 성(性)적인 차이에 대한 자각"을 표현한다. 존 머레이 아카이브에 있는 바이런에게의 편지는, 존 토머스 클라리지라는 하러우의 소년과의 짧은 낭만적 관계에 관한 이제껏 주목받지 못한 일화를 담고 있다.
뒤이은 가을, 바이런은 케임브리지 트리니티 칼리지에 진학한다. 바이런은 그곳에서 그보다 어린 존 에들스턴을 만나 친분을 쌓는다. 바이런은 그의 "후배"에 관하여 "그는 내가 트리니티 칼리지에 입학한 1805년 10월부터 거의 끊임없이 나와 어울렸다. 먼저 그의 목소리는 내 주의를 끌었고, 얼굴은 내 주의를 그에게끔 고정시켰으며, 태도는 나로 하여금 그에게 평생 애착을 갖게끔 했다"고 쓴다. 그에 관한 기억으로 바이런은 애가 연작인 <티르자>를 집필한다. 훗날 바이런은 이 관계에 대하여 "격렬하지만 순수한 사랑와 열정"이라며 묘사한다. 하지만 잉글랜드에서 동성애에 대하여 대중들은 냉담했으며, 그런 행위를 저질렀거나, 그런 것을 했다고 추정되는 것만으로도 엄격한 제재(공개 교수형 등)를 받을 수 있었다는 맥락하에 이 서술을 읽어야 할 것이다. 한편으로는, 하러우 스쿨에서 (아마도) 겪은 공공연한 성관계와 대조되는 에들스턴의 순수함에 대한 바이런의 존경심으로 이 관계는 "순수"했을 수도 있을 것이다. 시 <홍옥수Cornelian>은 바이런이 에들스턴에게 받은 홍옥수에 관하여 쓰였다.
바이런은 트리니티 칼리지에서 무모한 성적인 장난, 복싱, 승마와 도박에 몰두하며 3년간을 보냈다. 또한 케임브리지에 있는 동안 바이런은 자유주의 정치 사상을 지지하는 케임브리지 휘그 클럽을 그에게 처음 소개시켜준 존 캠 홈하우스와, 죽을 때까지 문학과 기타 문제들에 관하여 서신을 주고받은 킹스 칼리지 소속의 프랜시스 헛지슨 같은 사람들과 일생동안 이어질 친분을 쌓았다.

## 시인 생활

### 초창기

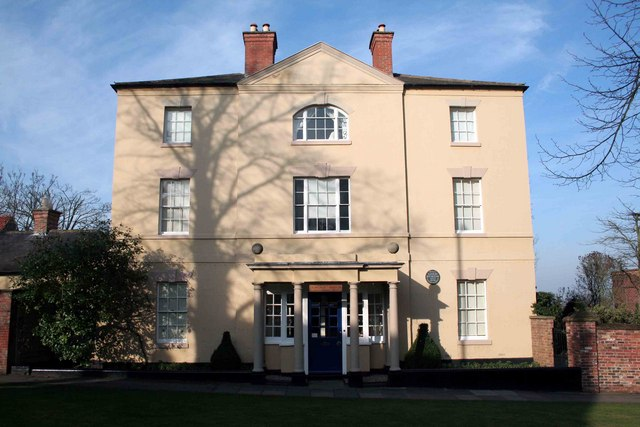
바이런의 집, 노팅엄셔 사우스웰의 버기지 저택

바이런은 학교에 가지 않는 날이면 노팅엄셔 사우스웰에서 어머니와 함께 지냈다. 그곳에서 바이런은 엘리자베스 브리짓 피고와, 그녀의 남자 형제로 함께 동네에서 두 편의 희곡을 같이 무대에 올린 존과의 친분을 쌓았다, 이 시기, 바이런이 대강 쓴 수많은 초안들을 옮겨 적어 준 엘리자베스 피고의 도움으로 바이런은 자신의 첫 시 작품을 쓰는 데에 고무되었다. 뉴어크의 릿지에 의해 바이런이 17살밖에 되지 않았을 때 쓰인 시들을 담고 있는 <덧없는 시편들Fugitive Pieces>이 출판되었다. 하지만 이 작품이 호색적인 운문, 특히 <매리에게To Mary>라는 시를 수록하고 있어서 염려된다는 바이런의 친구였던 목사 J. T. 베처의 조언으로, 이 작품은 즉각적으로 회수되어 태워졌다.
출판 무렵 쓴 시들과 더불어 전에 쓴 많은 시를 모은 <나태한 나날들Hours of Idleness>(1807)은 정점을 찍은 책이었다. <에든버러 리뷰>에서 이 책이 받은 맹렬한 익명의 비판들은 (현재는 헨리 피터 브루엄이 쓴 것으로 알려졌음) 바이런이 첫 주요 풍자시인 <영국 시인과 스코틀랜드 비평가English Bards and Scotch Reviewers>(1809)를 쓰는 원동력이 되었다.

### 동방으로의 첫 여행

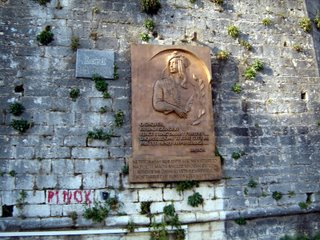
알바니아 테펠레너에 있는 바이런의 비석

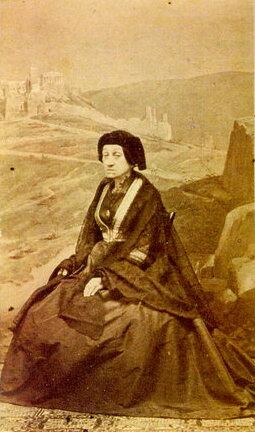
1870년의 테레사 마크리

바이런은 어린 나이에 많은 부채에 시달렸고, 바이런의 어머니는 아들의 이 같은 면을 두고 "돈 문제를 무모하게 재쳐놓는다"고 불렀다. 이 당시 바이런의 어머니는 아들의 채권자들에 대한 공포로 뉴스테드에 거주했다. 바이런은 포 32문을 갖춘 프리깃함 HMS 타타르의 선장이던 사촌 조지 벳테스워스와 함께 1808년 초를 유람선 여행을 하며 보낼 계획을 짰었으나, 1808년 5월 알뵈엔 해전에서 벳테스워스가 사망하자 그 계획은 불가능해졌다.
1809년부터 1811년까지 바이런은 귀족 청년들의 관례였던 그랜드 투어로 시간을 보냈다. 바이런은 자신의 충직한 하인이던 윌리엄 플렛쳐 등의 하인 수행원들과, 처음 1년 간 홉하우스와 함께 여행을 했다. 플렛쳐는 자주 홉하우스와 바이런의 농담거리가 되기도 했다. 나폴레옹 전쟁으로 인하여 바이런은 유럽 대륙 대부분 지역을 방문하지 못하게 된 고로, 대신 지중해 쪽을 선택했다. 이 여행은 채권자들로부터, 또한 옛 사랑이던 메리 차워스("To a Lady: On Being Asked My Reason for Quitting England in the Spring"라는 당시 그가 쓴 시의 대상이던)로부터 도피할 수 있는 기회를 그에게 주었다. 여행의 주 동기로 동성애 경험에 대한 기대 역시 있었음을 친구이던 찰스 스키너 메튜가 바이런에게 보낸 편지는 밝힌다. 레반트 지역에 대해 끌린 것 역시 아마도 이유 중 하나였을 것이다. 바이런은 어린 시절 오스만과 페르시아 지역에 관하여 읽었으며, 이슬람교 (특히 수피파 신비주의)에 끌렸으며, 훗날 "이 국가들과 함께, 그리고 이 국가들과 관련된 일들로, 내 진정한 시적 감흥의 전부가 시작되었고 끝났다"라며 서술했다.
바이런은 그의 여정을 친구 헛지선 씨에게 자신이 포르투갈어를 마스터했다며 대부분 욕설과 모욕으로 이뤄진 편지를 쓴 곳인 포르투갈에서 시작했다. 바이런은 <차일드 해럴드의 순례>에서 "영예로운 에덴"이라 묘사한 신트라에서 지낸 것을 특히 즐거워했다. 리스본부터는 그는 육로로 세비야, 헤레스 데 라 프론테라, 카디즈, 지브롤터를 여행했으며, 지브롤터부터는 바다를 거쳐 몰타와 그리스에 갔다.
아테네에서 바이런은 14살의 나이로 그와 친분을 쌓으며 이탈리아어를 가르쳐준 니콜로 지라우드를 만났다. 그 둘이 아마도 성관계를 수반한 농밀한 관계를 가졌을 것이라는 설이 제시되어 왔다. 바이런은 지라우드를 몰타의 수도원에 있는 학교로 보냈고, 그에게 7,000 파운드에 달하는 상당한 재산을 상속했다. 하지만 이 유언은 훗날 무효화된다.
1810년 아테네에서 바이런은 12살의 여자 아이, 테레사 마크리(Teresa Makri, 1798-1875)에게 <아테네의 처녀, 우리가 떠나기 전에Maid of Athens, ere we part>를 쓴다.

### 영국 1811–1816

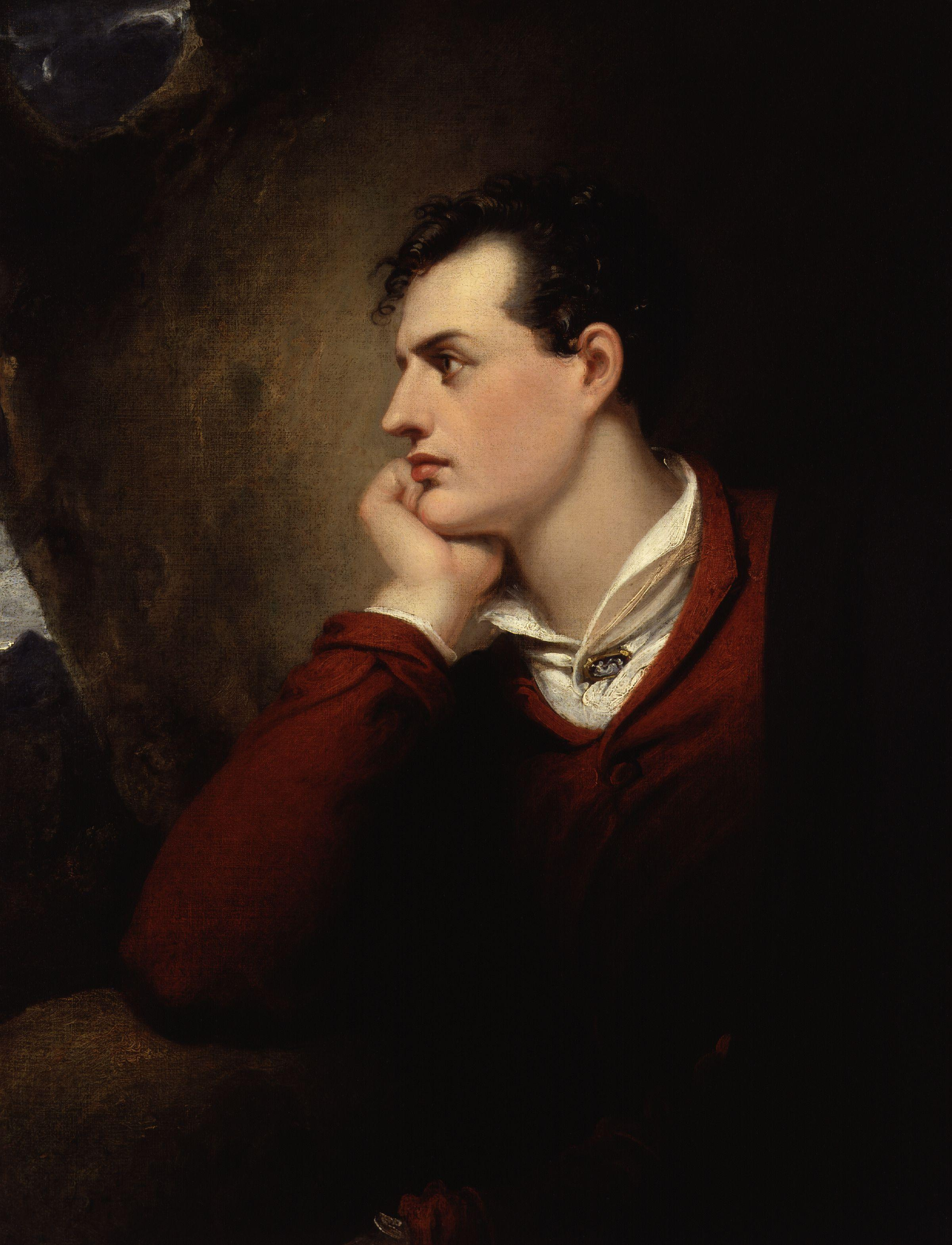
리처드 웨스털 작. 초상화

바이런은 <차일드 해럴드의 순례Childe Harold's Pilgrimage>(1812) 1・2부의 출판과 함께 유명세를 얻게 된다. “그는 갑작스레 섭정기 런던의 눈부시게 화려한 세상에서 가장 빛나는 스타가 되었다. 사교계의 모든 곳이 그를 찾았고, 여러 비개방 클럽에 들어갈 수 있게 되었으며, 런던의 유행의 정점에 서있는 응접실에 자주 드나들었다.” 이시기 영국에서 바이런은 <불신자The Giaour>, <아비도스의 신부The Bride of Abydos> (1813), <파리시나Parisina>, <코린스 포위전The Siege of Corinth>(1815) 등의 여러 작품들을 썼다. 작곡가 아이작 네이슨의 제안으로 바이런은 1814년부터 1815년까지 <히브리 노래들Hebrew Melodies>(<그녀는 아름답게 걷는다She Walks in Beauty>와 <세나케리브의 파멸The Destruction of Sennacherib>같은 바이런의 시 가운데 가장 유명한 시들이 이 시집에 수록되어 있음)을 쓴다. 캐럴라인 램(바이런을 “미친듯하고 나쁜, 알면 위험하다고” 부른 여인)과 다른 연인들과의 관계, 또 부채의 압박을 받은 바이런은 적당한 결혼 상대를 찾기 시작하여, 애너벨러 밀뱅크를 최적의 결혼 상대로 고려한다. 하지만 1813년 바이런은 4년만에 처음으로 이복 여동생 어거스타 리를 만나게 된다. 둘이 근친상간을 했다는 추문이 자자했다. 어거스타의 딸 메도라(1814년 출생)은 바이런의 딸이라는 의심을 받았다. 늘어가는 부채와 추문에서 벗어나고자, 바이런은 부자 삼촌의 상속녀가 될 예정이란 말이 돌던 애너벨러와의 결혼을 서두른다. 둘은 1815년 1월 2일 결혼하여, 같은 해 12월 딸 에이다가 태어난다. 하지만 어거스타에 대한 바이런의 계속되는 집착은 (그리고 샬럿 매딘 등의 여배우들과 함께 계속 성행위를 하며 도피한 것은) 바이런 부부의 결혼 생활을 불행히 만들었다. 애너벨라는 바이런을 미쳤다고 여겼고, 1816년 1월 딸을 데리고 바이런을 떠나, 법적 별거 절차를 밟는다. 부부의 별거는 1816년 3월 합의를 통하여 법적 인정을 받았다. 별거에 관한 스캔들, 어거스타와의 추문, 계속 늘어만 가는 부채는 바이런으로 하여금 1816년 4월 영국을 떠나 다시는 귀향할 수 없도록 만들었다.

## 외국 생활 (1816-1824)

### 셸리가

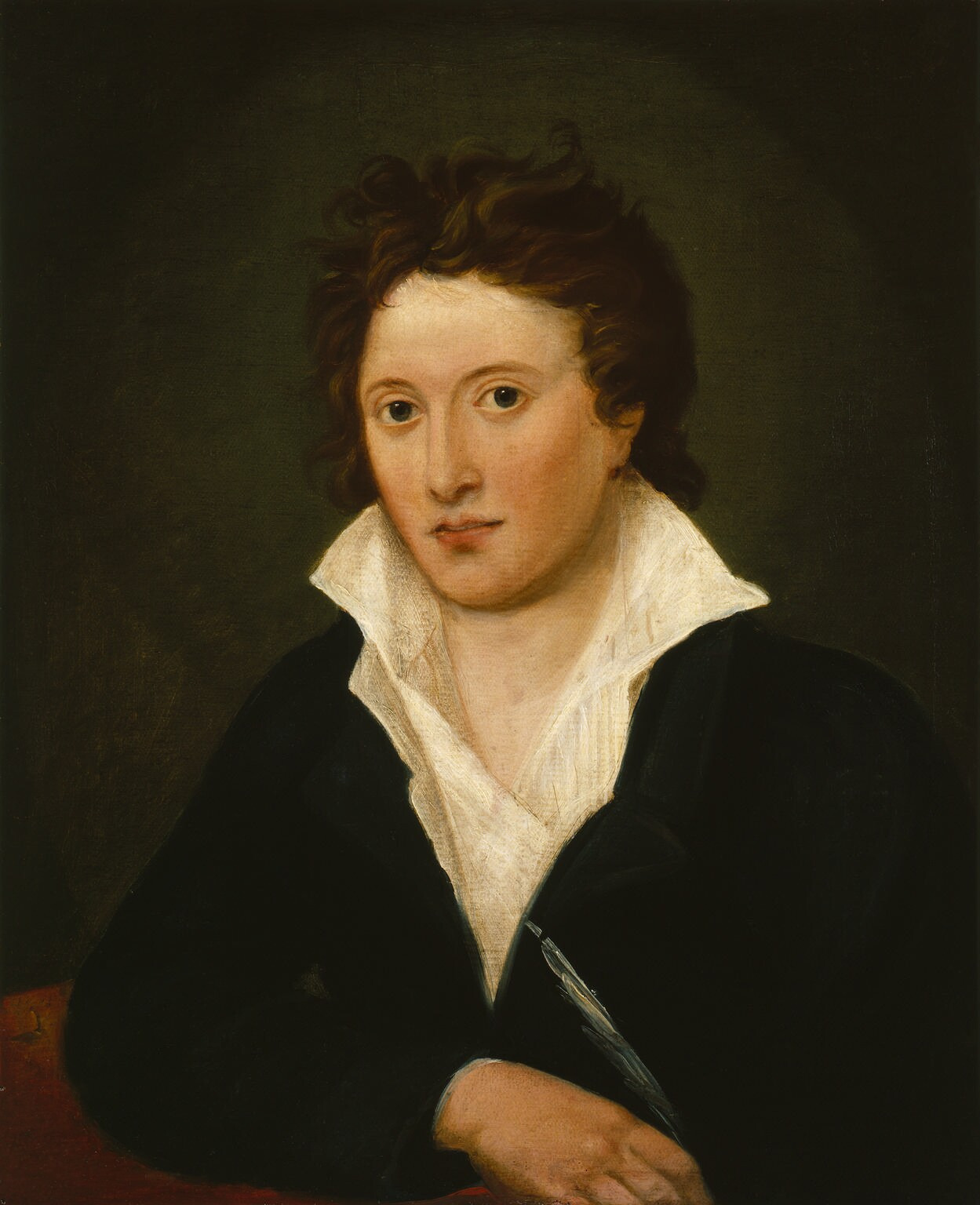
퍼시 비쉬 셸리, 1819
메리 셸리, 1840
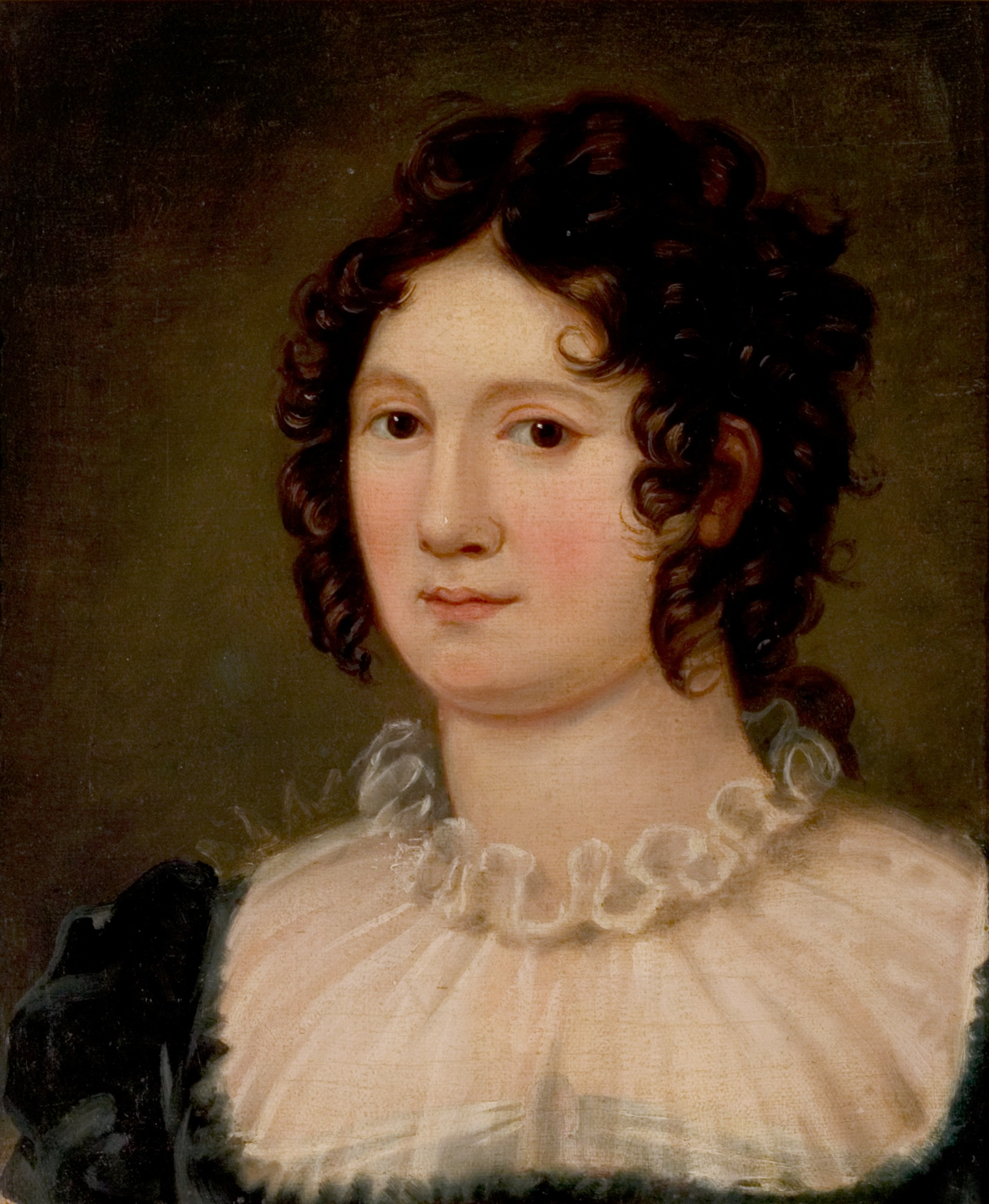
클레어 클레먼트

이처럼 가정 생활이 무너지고, 바이런은 잉글랜드를 떠나 다시는 돌아오지 않았다. (하지만 바이런의 유언과는 반대로 그의 시신은 잉글랜드로 돌아와 그곳에서 매장된다.) 바이런은 벨기에를 통과하며 여행을 했고, 이 여행은 라인 강까지 이어지게 된다. 1816년 여름 바이런은 스위스 제네바 호에 있는 빌라 디오다티에서 개인 주치의 존 윌리엄 폴리오리와 함께 머문다. 이곳에서 바이런은 시인 퍼시 비쉬 셸리와 훗날 셸리의 아내가 되는 메리 고드윈과 친분을 쌓는다. 바이런 또 메리의 이복 자매로 전에 런던에서 관계를 가졌던 클레어 클레먼트와 맺어진다. 바이런은 스탈 부인과 당시 바이런의 지적・감정적인 면에 있어 효과적으로 도움이 된, 스탈 부인이 중심축이던 코페 그룹을 수차례 보러 갔다.
“축축하고 불쾌한 여름”의 “그치지 않은 비로” 인하여 빌라 디오달리에서 6월의 삼일간 나가지 않고 머물며 그들 다섯명은 <판타스마고리아나>를 비롯한 환상 이야기들을 읽게 되고, 종국엔 직접 이야기를 쓰게 된다. 메리 셸리는 나중에 <프랑켄슈타인 혹은 현대의 프로메테우스>가 되는 글을 집필하며, 폴리도리는 낭만주의 뱀파이어 장르의 선구적인 책, <뱀파이어>를 쓴다. <뱀파이어>는 바이런이 단편적인 내용의 <파편>을 쓰는 데에 영향을 끼쳤다.
바이런의 단편적인 이야기는 <마제파>의 후기로서 출간된다. 바이런은 또한 <차일드 해럴드>의 3번째 칸토를 쓴다. 바이런은 베네치아에서 겨울을 보내게 되는데, 그가 머물던 집 주인인 마리아나 세가티와 사랑에 빠지며 여행을 잠시 중단하나, 머지않아 22살의 마르가리타 코니로 상대를 바꾼다. 두 여인 모두 결혼했다. 코니는 읽을줄도 쓸줄도 몰랐는데, 바이런의 베네치아 집에서 살고자 남편을 떠난다. 부부가 싸우자 바이런은 자신의 곤돌라 안에서 수차례 밤을 지새울 수밖에 없었다. 바이런이 코니에게 집에서 나가라고 하자, 그녀는 베네치아 운하에 몸을 던진다.

### 이탈리아
1816년, 바이런은 베네치아의 산 라차로 델리 아르메니 섬을 방문하여 그곳에서 메키타르 수도회 소속 사제들의 도움으로 아르메니아의 문화를 알게 된다. 파스칼 어쳐(Harutiun Avkerian) 신부의 도움을 받으며 바이런은 아르메니아어를 배웠으며 언어와 역사에 관련된 여러 세미나에 드나들었다.
바이런은 1817년 어쳐가 저술하고 자신이 윤문한 <영어-아르메니아어 문법> 책을, 1819년엔 영어 화자를 위한 고전 아르메니아어 문법 책으로 고전과 현대 아르메니아어 구절들이 인용된 <아르메니아어-영어 문법>을 공동 집필했다. 바이런은 이후 영어-아르메니아어 사전(Barraran angleren yev hayeren, 1821년)집필에 참여했으며, 이 책에서 그는 서문에 터키 파샤들과 페르시아 총독들이 아르메니아인을 억압하고 있으며 아르메니아인은 독립을 염원한다는 내용을 알린다.
바이런의 주요 번역작으로는 <바오로 서한>, 모브세스 코레나취 저 <아르메니아사(史)>의 두 단락, <네르세스 람브로나취의 연설> 일부가 있다.
바이런은 아르메니아에 대해 심히 열광하며 성서의 카인 이야기를 아르메니아의 시조 하이크 전설로 대체하는 것마저 생각했다. 그는 아르메니아학(學)의 탄생과 그 보급에 기여했음직 하다. 바이런의 깊은 서정성과 이념에 대한 과감한 주장은 Ghevond Alishan, Smbat Shahaziz, Hovhannes Tumanyan, Ruben Vorberian 등의 많은 아르메니아 시인들에게 영향을 끼쳤다.
1817년, 바이런은 로마로 여행을 갔다. 바이런은 베네치아로 돌아오며 <차일드 해럴드>의 네 번째 칸토를 썼다. 이 시기에 바이런은 뉴스테드 영지를 팔고 <맨프레드>, <카인>, <병신의 변신>을 출판했다. <돈 주앙>의 첫 다섯 수의 칸토가 1818년과 1820년 사이에 쓰였다. 이 시기 바이런은 자신에게 첫사랑을 한 18살의 백작부인 기촐리를 만나, 그녀에게 함께 달아나자고 청했다.

### 그리스

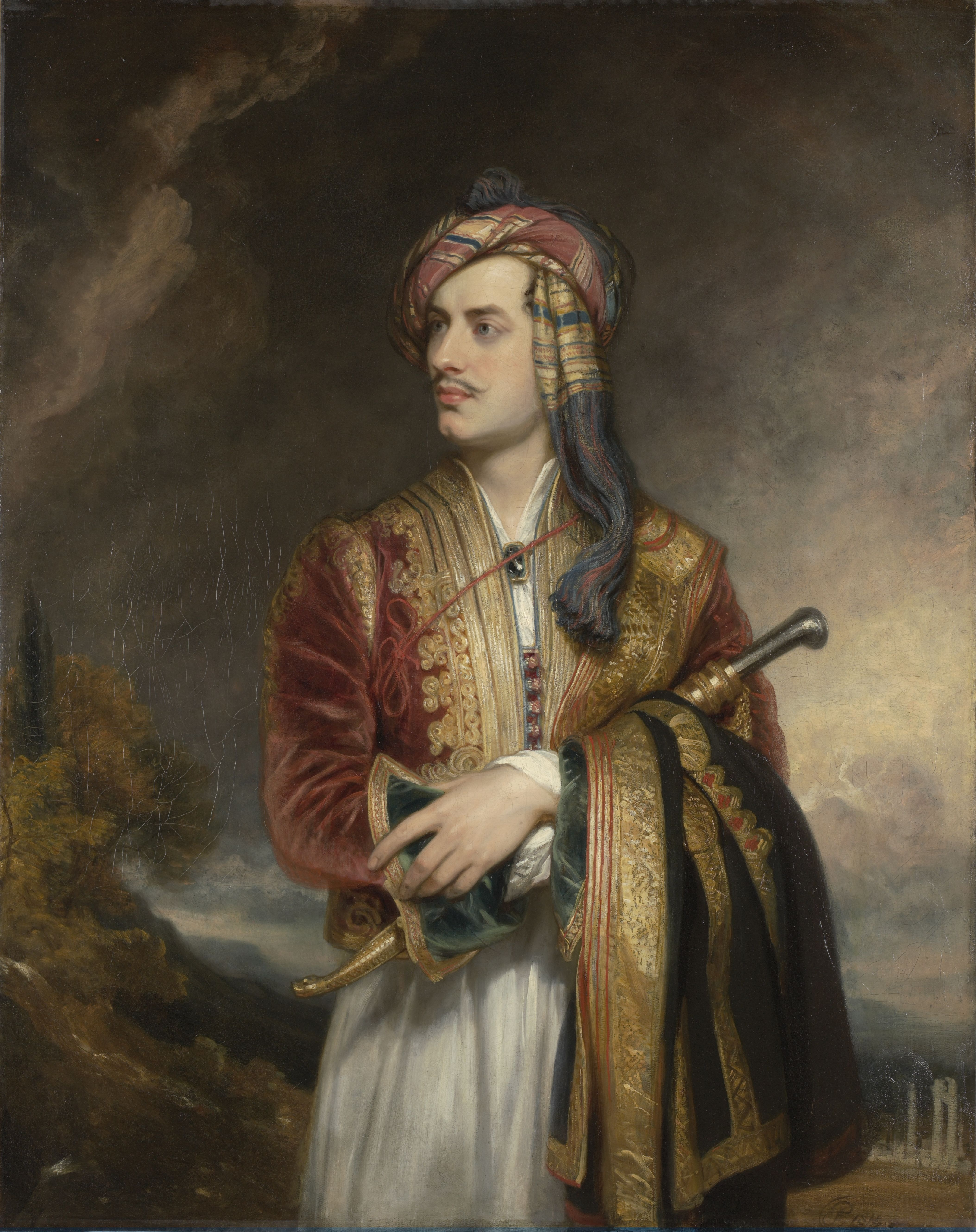
알바니아 의상을 입은 바이런, 토머스 필립스, 1813년, 아테네 베니젤로스 저택 (영국 대사 거처) 소장.

제노바에 거주하던 바이런은 1823년 그곳에서의 삶에 슬슬 지루함을 느끼고, 오스만 제국에 대항한 그리스 독립 운동의 대변자로서 그리스를 지원하고자 한다. 바이런은 처음에 자신과 함께 살려고 남편을 버린 22살의 정부, 테레사 귀촐리 백작부인의 곁을 떠나고 싶어하지 않았다. 최종적으로 귀촐리의 아버지, 감바 백작은 바이런은 빼고, 딸만을 데리고 가는 조건으로 로마냐에서의 망명 생활에서 돌아올 수 있게 되었다. 동시에 친(親)그리스주의자이던 에드워드 블래퀴어는 바이런에게 함께 그리스에 가자며 설득했고, 바이런은 그리스에 가서 무엇을 해야하는 것인지 혼란스러워 하며, "블래퀴어는 내가 여기서 쓸모가 있을 거라고 여기는 듯 하다;—정확히 무엇에서 쓸모가 있을 지는 구체적으로 말하지 않았지만서도"라고 쓴다. 물주와 선장 다니엘 로버츠의 도움으로, 바이런은 자신을 그리스로 데려가 줄 쌍돛대 범선, 헤라클레스를 전세 낸다. 바이런이 제노바를 떠나자, 그가 그리스로 항해하는 것을 두고 대놓고 운 귀촐리는 "격정적인 비탄"에 빠진다. 그 뒤로 헤라클레스는 잠시 항구에 돌아와야만 했다. 마지막으로 항해 준비를 끝냈을 때, 귀촐리는 벌써 제노바를 떠나고야 말았다. 7월 16일, 바이런은 제노바를 떠나, 8월 4일 이오니아 제도의 케팔로니아에 도착한다.
바이런의 여정은 도널드 프렐의 <제노바에서 케팔로니아까지 바이런과의 항해>에서 자세히 다뤄진다. 또한 프렐은 바이런과 선박 헤라클레스와 관련된 기묘한 우연들을 서술했다. 1815년 바이런이 애너벨라 밀뱅크와 결혼한 장소인 시엄 헐(Seaham Hall) 남쪽으로 불과 몇 마일 떨어진 곳에서 배는 진수되었다. 1815년부터 1823년 사이 이 배는 영국과 캐나다를 오가는 작업을 했으며, 1823년 돌연, 배의 선장은 제노바로 항해하고자 결정하여, 헤라클레스를 남에게 전세 주고자 한다. 바이런을 그리스로 데려다 준 후, 배는 영국으로 돌아와 다시는 지중해를 항해하지 않는다. 헤라클레스는 1852년 9월 21일 1815년 선박의 제작이 시작된 선덜랜드에서 남쪽으로 불과 25마일 떨어진 하틀풀 근처에서 진수된 지 37년만에 좌초되었다. 바이런 역시 서류상 생일 1788년 1월 22일에서 9개월 전인 자궁에 착상된 날로 따진다면, 헤라클레스처럼 37살을 계기로, 메솔롱기에서 사망한다.
바이런은 맨 처음 케팔로니아섬에 머무는데, 이곳에서 바이런을 자신들의 파벌에 들어오게 하려는 타 그리스 독립 파벌들에게 애워쌓이게 된다. 케팔로니아섬이 속해있는 이오니아 제도는 1864년까지 영국의 지배하에 있었다. 바이런은 4,000 파운드를 사재에서 꺼내 그리스 함대를 수리했다. 바이런이 1823년 12월 28일 밤 본토 그리스로 간 날, 오스만 선장이 바이런의 보트를 군함으로 착각한 나머지 그에 대한 공격을 하지 않자, 바이런 일행들은 꽤 당황했다. 항해 중 수차례 마주치게 된 오스만 해군을 피하고자, 바이런은 우회해서 갈 수밖에 없었고 메솔롱기에 1824년 1월 5일에야 도착한다.
메솔롱기에 도착한 바이런은 군권을 가지고 있던 그리스 정치가 알렉산드로스 마브로코르다토스의 군대에 합류한다. 바이런은 이층집 2층에서 머물게 되고, 이곳에서 그리스 정부가 지급하지 않은 체불 임금을 바이런보고 지급하라는 막무가내의 술리오테스(Souliotes)들을 상대하느라 많은 시간을 소비한다. 바이런은 술리오테스에 6,000 파운드 가량을 준다. 바이런은 체납금으로 인하여 불만족스러워 했고, 바이런이 뇌물을 주어 그들을 항복시킨다면, 싸우는 시늉만 할 것이었던 알바니아계 부대가 주둔하던 나프파크토스의 오스만 요새 공격의 지휘자가 될 듯 보였다. 그러나, 오스만 지휘관 유수프 파샤(Yussuf Pasha)는 다른 부대는 다 받았는데 자신들만 못받은 체납금을 받고자 바이런에게 항복하여 나프파크토스를 넘겨주고자 한 반항적인 알바니아계 장교들을 사형시켰다. 바이런은 나프파크토스 공격을 할 수가 없었는데, 술리오테스가 바이런에게 진격하기 전에 계속 돈을 달라고 요구해왔기 때문이다. 바이런은 이들의 요구에 지쳐버렸고, 1824년 2월 15일 이들을 집으로 돌려보낸다. 바이런은 자신의 수첩에 "부질없이 모든 비용ー큰 골칫거리인ー을 지불하려 했고, 그리스의 대의ー그리고 나의 대의이기도 한ー를 위해 술리오테스를 통합시키려 했건만 나는 다음과 같은 결론에 다다렀다.ー나는 술리오테스와는 더 이상 상종하지 않을 것이다.ー그들은 투르크인에게든 악마에게든 가버리리라.. 내가 이 결정을 바꾸고 머지않아, 그들은 스스로 분열한 것 보다 더 여러 조각으로 나를 산산조각 낼 것이다."라고 적었다. 동시에 바이런을 따라 그리스로 온 귀촐리의 남동생 피에트로 감바가 계속 비싼 값을 치러가며 실수를 일삼자 바이런은 그에게 몹시 짜증을 냈다. 예를 들어, 코르푸에서 옷을 몇 벌 사달라고 물었을 때, 감바는 다른 옷들을 여러 벌 주문하여, 바이런이 원했던 것보다 10배 비싼 청구서를 가져온다. 바이런은 자신의 심복에게 "감바ー운만 좋은 놈ー은 ー항상 잘못되어가는ー그가 벌여놓은 일들ー언제나처럼ー에 관하여 뭔가 했어야만 했다."라고 쓴다.

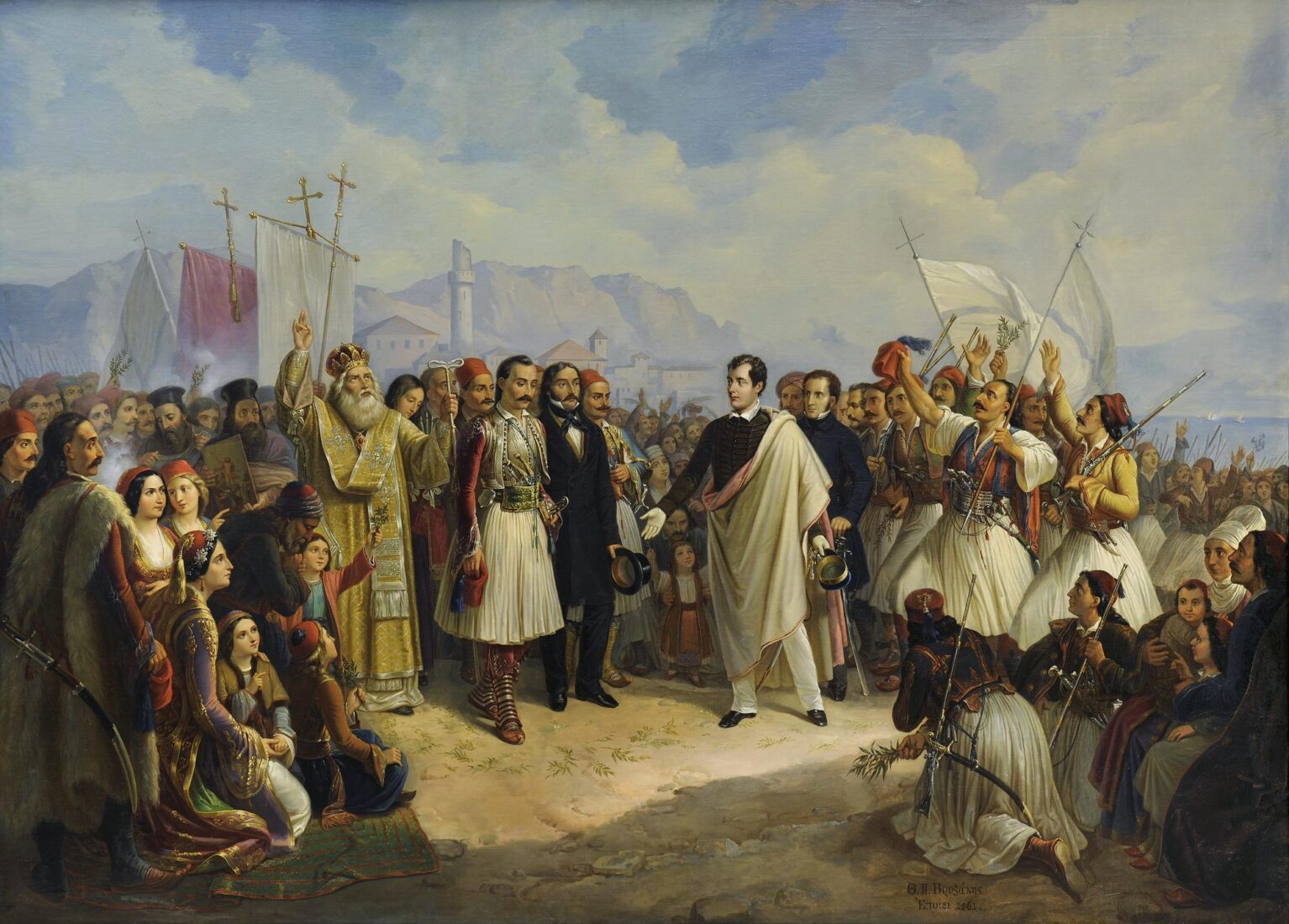
메솔롱기에서의 바이런 경의 환영 연회

## 사생활

### 이성 관계와 스캔들

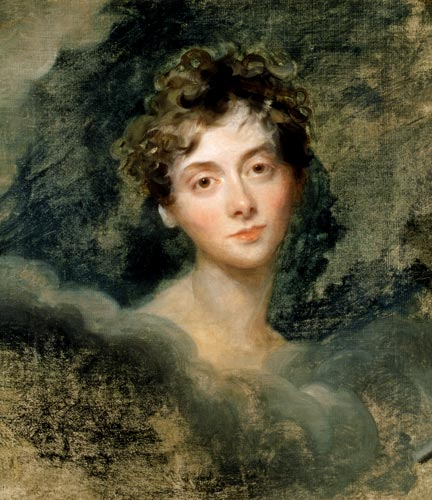
레이디 캐럴린 램
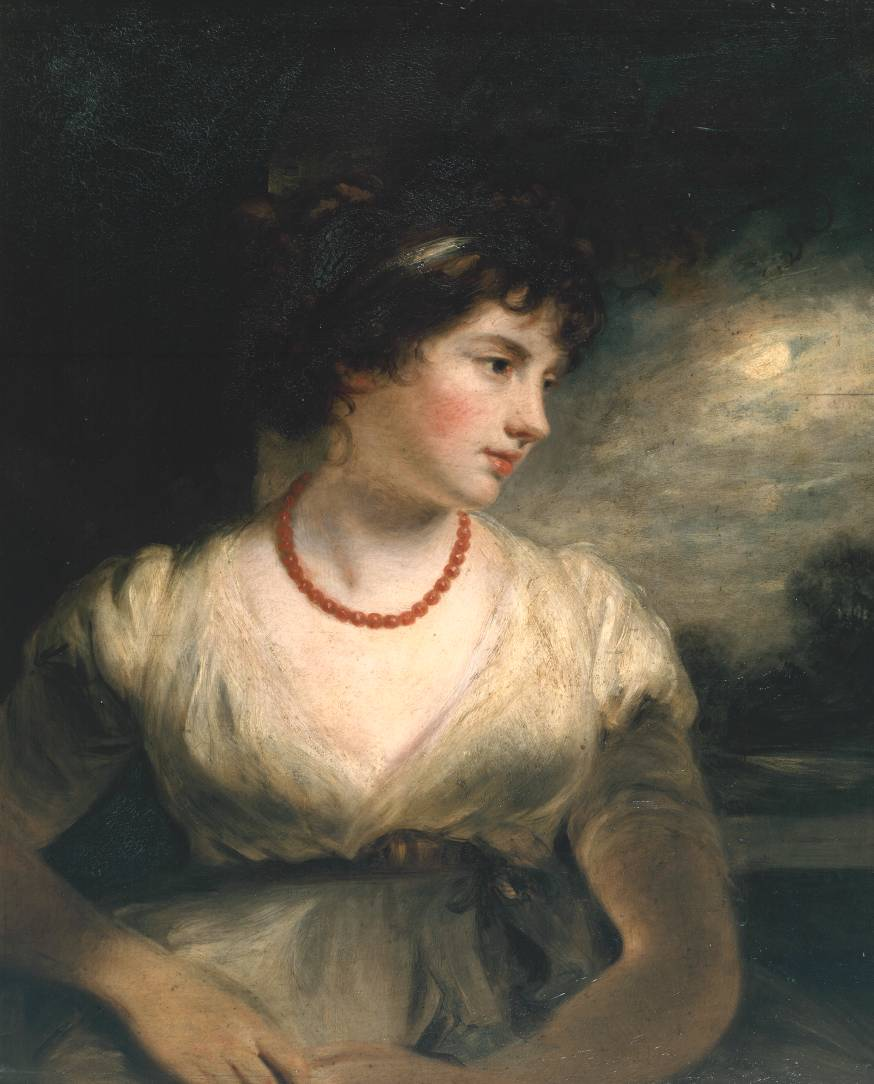
제인 엘리자베스 스코트 "레이디 옥스퍼드"
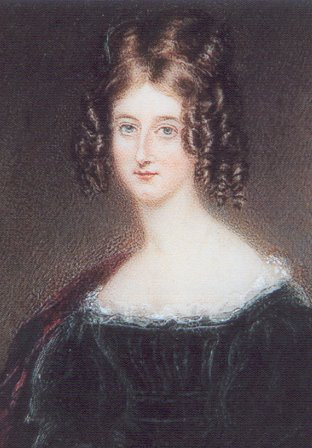
어거스터 리
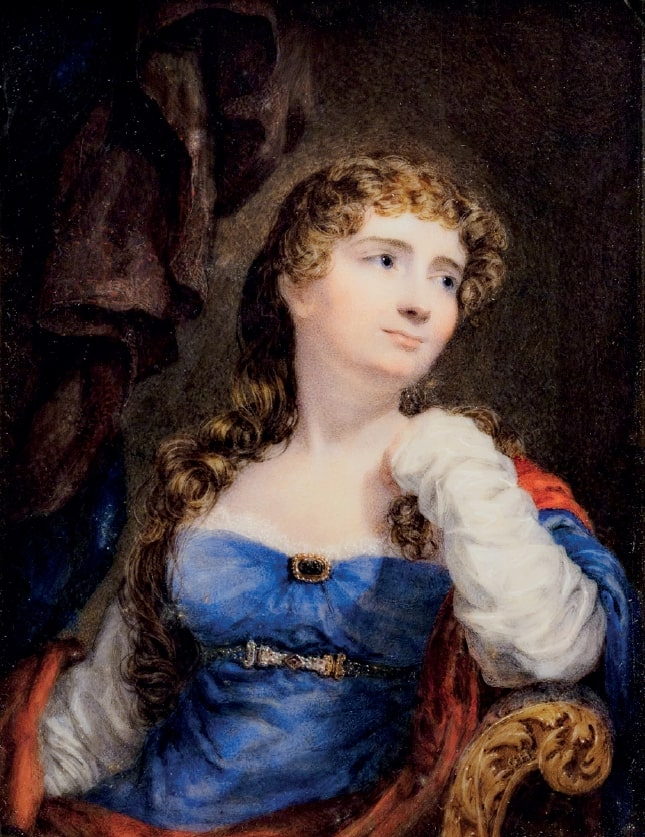
1812년의 앤 이자벨러 밀뱅크. 찰스 헤이터 작.
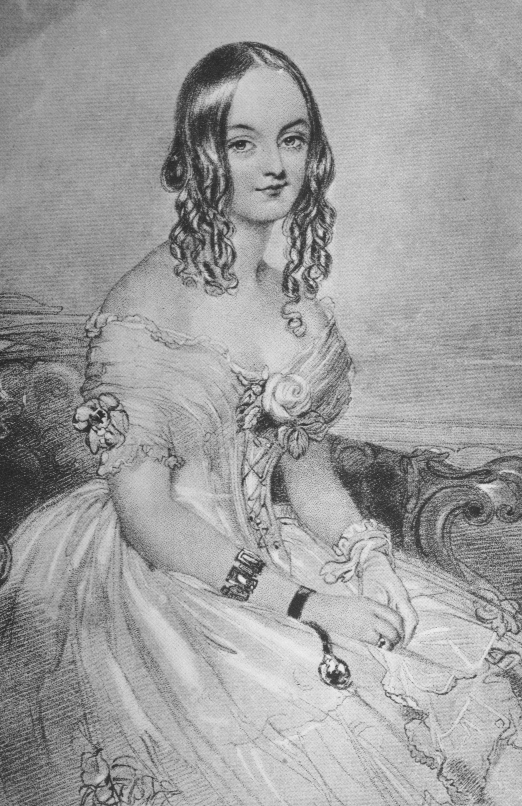
테레사, 귀촐리 백작부인

### 자녀

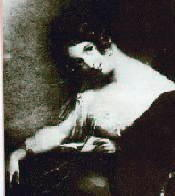
엘리자베스 메도라 리 (1814–1849)
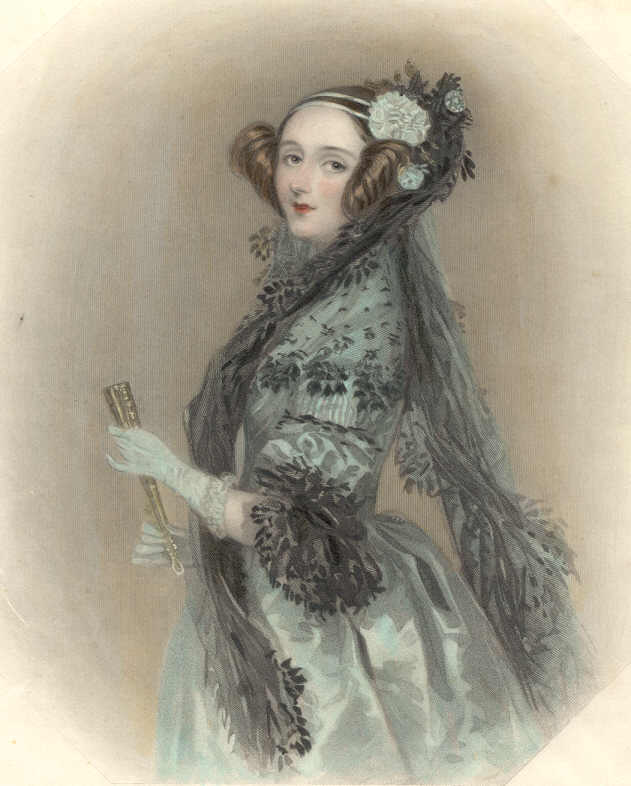
에이다 러브레이스 (1815–1852)
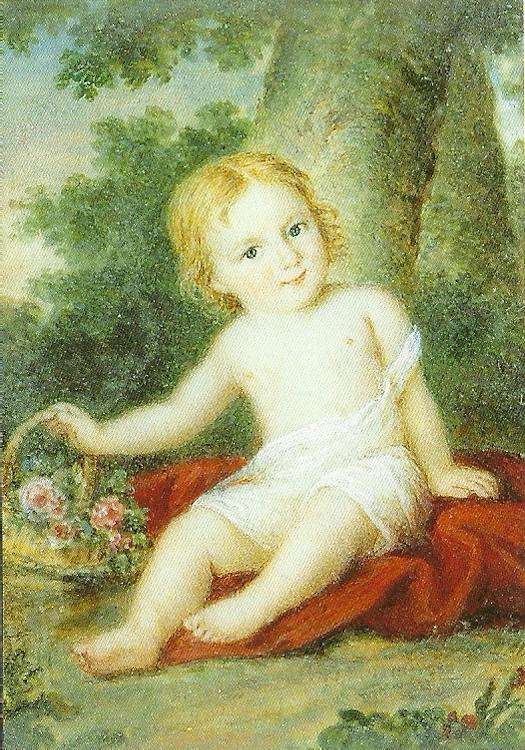
클라라 알레그라 바이런 (1817–1822)

## 시 작품
바이런은 다작 작가였다. 1832년 출판사인 존 머레이는 토머스 무어가 쓴 바이런의 전기를 포함하여 총 14권의 12절판 전집을 낸다. 후속 전집은 총 17권으로 1년 뒤인 1833년에 간행되었다.

### <돈 주앙>
바이런의 걸작, <돈 주앙>은 17수의 칸토로 구성된 시로, 존 밀턴의 <실낙원> 이후 영국에서 출간된 가장 중요한 장시로 평가받는다. 당대를 다룬 서사시, <돈 주앙>은 초기 빅토리아 시대에는 충격적으로 평가받았으나, 깊은 문학 전통을 따르며, 당시 세상을 사회, 정치, 문학, 사상 등 전 관점에서 다루고 있다. 돈 주앙(특히 초반부 칸토들)은 시 속에 담긴 통렬한 풍자를 생각치 않고 읽더라도 재미있는 시라 할 수 있겠다.

## 바이런이 남긴 업적과 그의 영향

### 바이런적 영웅
바이런적 영웅이라는 인간상은 바이런의 작품 대다수에서 나타나며, 바이런 본인도 이 문학적 인간상의 많은 특징들을 전형적으로 보여주고 있다고 여겨진다.
학자들은 바이런적 영웅의 문학적 기원을 존 밀턴에게서 찾고 있으며, 19세기 이후로 브론테 자매같은 수많은 낭만주의 작가와 예술가들은 바이런에게서 받은 영향을 보여준다. 바이런의 철학은 영국에서보다 유럽 대륙에서 더 지속적으로 영향을 끼쳤다. 프리드리히 니체는 그에 감탄하였으며, 니체의 초인 사상은 바이런적 영웅에서 따왔다고 할 수 있다.
바이런적 영웅은 뛰어난 재능, 깊은 감정, 사회와 사회 체제에 대한  혐오, 명예와 지위에 대한 존경심의 부재 (허나 바이런적 영웅 자신은 두 요소 모두 갖고 있음), 사회적 제약이나 죽음으로 자신의 사랑을 위협받음, 도덕적으로 불미스런 과거, 오만함, 자기파괴적 행동을 보인다는 특징을 가진, 이상적이지만 결점있는 인간상을 보여준다. 이런 유의 인간상은 바이런 이후로 문학과 정치계 속에서 편재했다.

## 주요 작품

바이런, 1830년

- 《나태한 나날들》 (Hours of Idleness) (1806)
- 《잉글랜드 음유시인과 스코틀랜드 비평가》(English Bards and Scotch Reviewers) (1809)
- 《차일드 헤롤드의 순례》(Childe Harold's Pilgrimage) (1812–1818)
- 《이교도》(The Giaour) (1813)
- 《아비도스의 신부》(The Bride of Abydos) (1813)
- 《해적》 (The Corsair) (1814)
- 《라라》 (Lara) (1814)
- 《히브리 선율》 (Hebrew Melodies) (1815)
- 《코린트의 포위》 (The Siege of Corinth) (poem) (1816)
- 《파리시나》 (Parisina) (1816)
- 《칠론의 죄수》 (The Prisoner Of Chillon) (1816) (text on Wikisource)
- 《꿈》 (The Dream) (1816)
- 《프로메테우스》 (Prometheus) (1816)
- 《어둠》 (Darkness) (1816)
- 《만프레드》(Manfred) (1817) (text on Wikisource)
- 《타소의 탄식》 (The Lament of Tasso) (1817)
- 《벳포》 (Beppo) (1818)
- 《마제파》 (Mazeppa) (1819)
- 《단테의 예언》(The Prophecy of Dante) (1819)
- 《마리노 팔리에로》 (Marino Faliero) (1820)
- 《사르다나팔루스》 (Sardanapalus) (1821)
- 《2인의 포스카리》 (The Two Foscari) (1821)
- 《카인》 (Cain) (1821)
- 《판단의 환상》 (The Vision of Judgement) (1821)
- 《하늘과 땅》 (Heaven and Earth) (1821)
- 《워너》 (Werner) (1822)
- 《무능한 변신》 (The Deformed Transformed) (1822)
- 《청동기 시대》(The Age of Bronze) (1823)
- 《섬》(The Island) (1823)
- 《돈주앙》 (Don Juan) (1819–1824; 1824년 바이런의 죽음으로 미완성작)

## 같이 보기
- 영국 문학
- 어거스터 리(Augusta Leigh)
- 어거스터 에이다 킹 러브레이스 백작부인(Augusta Ada King, Countess of Lovelace)

## 참고 문헌
슈만의 작품 115 《만프레드》는 바이런의 시상을 곡으로 쓴 것이다.
- Byron And Greek Love (1985년)
- 이 문서에는 다음커뮤니케이션(현 카카오)에서 GFDL 또는 CC-SA 라이선스로 배포한 글로벌 세계대백과사전의 내용을 기초로 작성된 글이 포함되어 있습니다.
- Accardo, Peter X. Let Satire Be My Song: Byron’s English Bards and Scotch Reviewers. Web exhibit, Houghton Library, Harvard University, 2011.
- Drucker, Peter. 'Byron and Ottoman love: Orientalism, Europeanization and same sex sexualities in the early nineteenth-century Levant' (Journal of European Studies vol. 42 no. 2, June 2012, 140–57).
- Garrett, Martin: George Gordon, Lord Byron. (British Library Writers' Lives). London: British Library, 2000. ISBN 0-7123-4657-0.
- Garrett, Martin. Palgrave Literary Dictionary of Byron. Palgrave, 2010. ISBN 978-0-230-00897-7.
- Guiccioli, Teresa, contessa di, Lord Byron's Life in Italy, transl. Michael Rees, ed. Peter Cochran, 2005, ISBN 0-87413-716-0.
- Grosskurth, Phyllis: Byron: The Flawed Angel. Hodder, 1997. ISBN 0-340-60753-X.
- Marchand, Leslie A., editor, Byron's Letters and Journals, Harvard University Press:
  - Volume I, 'In my hot youth', 1798–1810, (1973)
  - Volume II, 'Famous in my time', 1810–1812, (1973)
  - Volume III, 'Alas! the love of women', 1813–1814, (1974)
  - Volume IV, 'Wedlock's the devil', 1814–1815, (1975)
  - Volume V, 'So late into the night', 1816–1817, (1976)
  - Volume VI, 'The flesh is frail', 1818–1819, (1976)
  - Volume VII, 'Between two worlds', 1820, (1978)
  - Volume VIII, 'Born for opposition', 1821, (1978)
  - Volume IX, 'In the wind's eye', 1821–1822, (1978)
  - Volume X, 'A heart for every fate', 1822–1823, (1980)
  - Volume XI, 'For freedom's battle', 1823–1824, (1981)
  - Volume XII, 'The trouble of an index', index, (1982)
  - Lord Byron: Selected Letters and Journals 보관됨 2013-12-17 - 웨이백 머신, (1982)
- McGann, Jerome: Byron and Romanticism. Cambridge: Cambridge University Press, 2002. ISBN 0-521-00722-4.
- Oueijan, Naji B. A Compendium of Eastern Elements in Byron's Oriental Tales. New York: Peter Lang Publishing, 1999.
- Patanè, Vincenzo: L'estate di un ghiro. Il mito di Lord Byron attraverso la vita, i viaggi, gli amori e le opere. Venezia, Cicero, 2013. ISBN 978-88-89632-39-0.
- Patanè, Vincenzo: I frutti acerbi. Lord Byron, gli amori & il sesso. Venezia, Cicero, 2016. ISBN 978-88-89632-42-0.
- Patanè, Vincenzo: The Sour Fruit. Lord Byron, Love & Sex. Lanham (MD), Rowman & Littlefield, Lanham (MD), 2019, copublished by John Cabot University Press, Rome, 2019. ISBN 978-1-61149-681-9.
- Rosen, Fred: Bentham, Byron and Greece. Clarendon Press, Oxford, 1992. ISBN 0-19-820078-1.
- Thiollet, Jean-Pierre: Carré d'Art: Barbey d'Aurevilly, lord Byron, Salvador Dalí, Jean-Edern Hallier, with texts by Anne-Élisabeth Blateau and François Roboth(프랑스어판), Anagramme éditions, 2008. ISBN 978-2-35035-189-6.